# Sånt händer inte här
Sånt händer inte här (en català seria: "Això no passarà aquí") és una pel·lícula sueca dirigida per Ingmar Bergman, estrenada el 1950.

## Argument
La història està ambientada a Suècia durant la Segona Guerra Mundial. Relata la lluita d'un refugiat tractant d'escapar d'espies comunistes.

## Repartiment
- Signe Hasso: Vera
- Alf Kjellin: Almkvist
- Ragnar Klange: Filip Rundblom
- Edmar Kuus: Leino
- Rudolf Lipp: Skuggan
- Yngve Nordwall: Lindell
- Ulf Palme: Atkä Natas
- Sylvia Täl: Vanja
- Lillie Wästfeldt: Mrs. Rundblom